# 西原比呂志
西原 比呂志（にしはら ひろし、1911年 - 2010年）は、日本の画家、イラストレーター。

## 人物・来歴
長野県松本市生まれ。旧制松本中学（現 長野県松本深志高等学校）在学中より文展（文部省美術展覧会）や日展に出品。川端画学校卒業。師匠は斎藤与里と熊岡義彦である。元々は洋画家として活躍していたものの、一躍有名になったのは宮坂醸造株式会社の神州一味噌の『み子ちゃん』である。以後童画家として活躍する。
展転社出版の『画集 童子(こども)のみたま祭』にみ子ちゃんと弟のしんちゃんが登場する。

## 著作・代表作
- 画集 童子(こども)のみたま祭（展転社 1993年発売）
- ルソンを北へ（えくらん社 1961年）
- 山の牧場（二葉書店 1948年）